# Metro Trains Melbourne
Metro Trains Melbourne es el operador franquiciado de la red ferroviaria suburbana de Melbourne, Australia. Metro Trains Melbourne es una empresa conjunta entre MTR Corporation de Hong Kong (60%), John Holland Group (20%) y UGL Rail (20%).
Metro Trains Melbourne cuenta con una flota de 407 trenes de tres vagones en 837 kilómetros de vías. Hay dieciséis líneas de tren que prestan servicio normal y una línea destinada a eventos especiales. Conjuntamente la flota de trenes recorre más de 30 millones kilómetros, y da servicio a más de 228 millones de clientes cada año, más de 14.000 servicios cada semana y transporta más de 415.000 pasajeros cada día. Metro Trains Melbourne también es responsable del mantenimiento y operación de 215 estaciones de ferrocarril y cuenta con una plantilla de 3.500 profesionales ferroviarios incluidos los maquinistas, ingenieros mecánicos y eléctricos, especialistas en operaciones de red y representantes de servicio al cliente.